# Doris Baum (Soziologin)
Doris Baum (* 26. Jänner 1964 in Linz) ist eine österreichische Soziologin und Pädagogin.

## Biographie
Doris Baum erwarb 1985 das Lehramt für Volksschulen (Diplom-Pädagogin) an der Pädagogischen Hochschule der Diözese Linz (PHDL) und studierte an der Johannes Kepler Universität Linz (JKU) Soziologie (Sponsion 1997, Promotion 2004).
Nach Tätigkeit als Grundschulpädagogin wechselte Baum 1999 als Lehrerbildnerin an die Pädagogische Hochschule der Diözese Linz, zuerst an die dortige Übungsvolksschule, sowie ab 2002 als Professorin für Humanwissenschaften mit den Schwerpunkten Pädagogische Soziologie, Forschung und Entwicklung sowie Schulpraktische Studien (zuerst teilbeschäftigt, seit 2008 voll, seit 2010 als Professorin LPH = Hochschulprofessorin PH).
Baum war nebenberuflich von 1998 bis 2006 Studienassistentin und von 2007 bis 2012 Universitätslektorin für Soziologische Theorie und Bildungssoziologie am Institut für Soziologie der Johannes Kepler Universität Linz sowie 1997–2011 freie wissenschaftliche Projektmitarbeiterin am Institut für Kulturwirtschaft und Kulturforschung ebendort.
Doris Baum erhielt 2005 für ihre Arbeit Elternschaft als Bildungsthema (siehe Schriften: Baum 2006) den österreichischen Leopold-Kunschak-Wissenschaftspreis und den Dr.-Maria-Schaumayer Förderpreis.

## Arbeitsschwerpunkte
Die bisherigen Arbeitsschwerpunkte (seit 1997–2009) liegen im Bereich der Pädagogischen Soziologie, Bildungssoziologie, und Jugendsoziologie. Als ein gemeinsamer Schwerpunkt der wissenschaftlichen Tätigkeit kann das Thema Stellung & Perspektive der Eltern im Bildungsgeschehen bezeichnet werden. Dazu liegen neben Aspekten der Diplomarbeit (Einbeziehung der Eltern in einen offenen Unterricht) Arbeiten zur Evaluation einer Grundschule aus Perspektive der Eltern (Elternbefragung 2002) und zu Fragen der Einschätzung des Religionsunterrichts auch durch Eltern (Baum 2008) vor. Vor allem aber ist die Studie Elternschaft als Bildungsthema (Baum 2006) zu nennen, die eine umfassende Auseinandersetzung mit dem Thema Eltern- und Familienbildung darstellt.
Seit 2012 stellen die Themen "Bildungsglück" (vgl. Baum 2014) und "Religiöse Bildung / Spiritualitätsbildung" (vgl. Baum 2018) einen Schwerpunkt der Forschungstätigkeit von Doris Baum dar.

## Schriften (Auswahl)
- Die Quasterlfamilie. Ein vielseitiges Material für soziale und logische Spielhandlungen, in: Unsere Kinder. Fachzeitschrift für Kindergarten- und Kleinkindpädagogik, Heft 1, ZDB-ID 749513-4. Redaktion „Unsere Kinder“, Linz 1989.
- Offener Unterricht in einer zweiten Klasse Grundschule, Diplomarbeit, Universität Linz, Linz 1997, OBV.
- Familiengäste im Stodertal (mit Ingo Mörth, Helmut Hirtenlehner, Christian Steckenbauer), Institut für Kulturwirtschaft, Universität Linz 1997 Forschungsbericht, s. FoDok der JKU.
- Kinder in der Lebensplanung. Ergebnisse qualitativer Forschung im Proseminar für HauptfachsoziologInnen (Empirischer Schwerpunkt) SS 2001 (mit Ingo Mörth und Studierenden), Institut für Soziologie, Universität Linz 2001 (Reihe Soziologische Theorieentwicklung mit Studierenden, Band 6, s. FoDok der JKU)
- Elternbefragung 2002. Abschlussbericht, Adalbert Stifter Übungsvolksschule der PADL, Linz 2002.
- Maßnahmen für ein jugendfreundliches Leonding (mit Ingo Mörth, Susanne Ortner), Institut für Kulturwirtschaft, Universität Linz 2003 (Forschungsbericht, s. FoDok der JKU).
- Elternschaft als Bildungsthema. Eine interdisziplinäre Untersuchung zu Grundlagen, Problemen und Perspektiven der Elternbildung im deutschsprachigen Raum einschließlich einer repräsentativen Elternbefragung in Oberösterreich, Universitätsverlag Rudolf Trauner, Linz 2006, ISBN 9783854879831.
- Grundschul-Religionsunterricht aus Kinder- und Elternsicht. Eine vergleichende empirische Studie mit religionspädagogischer Perspektive an ausgewählten Volksschulen in OÖ. Mit einem Vorwort von Alfred Habichler, Universitätsverlag Rudolf Trauner, Linz 2008, ISBN 9783854995791.
- Gemeinde-Identität und Gemeinde-Bewusstsein als Faktor bei möglichen Gemeindezusammenlegungen im Raum Linz (mit Ingo Mörth, Michaela Gusenbauer, Bernhard Hofer, Claudia Pass), in: Friedrich Klug (Hg.): Verwaltungsreform durch Lösung der Stadt-Umlandproblematik, ikw – Institut für Kommunale Forschung in Österreich, Bd. 117, Linz 2009, pp. 129–209, ISBN 3901703071.
- Bildung – (k)ein Glücksthema? Über Aspekte von Glück und Wohlbefinden in Bildungsprozessen, in: Daniela Hollick / Marianne Neißl / Martin Kramer / Josef Reitinger (Hg.): Heterogenität in pädagogischen Handlungsfeldern. Perspektiven. Befunde. Konzeptionelle Ansätze, Kassel University Press, Kassel 2014, pp. 181–194, ISBN 9783862198726.
- Gesellschaftliche Aspekte von Spiritualitätsbildung – insbesondere in den Lebenswelten von Kindern und Jugendlichen heute, in: Elisabeth Caloun / Sylvia Habringer-Hagleitner (Hg.): Spiritualitätsbildung in Theorie und Praxis. Ein Handbuch, Verlag Kohlhammer, Stuttgart 2018, S. 19–33, ISBN 9783170333710.
- Soziale und kulturelle Vielfalt als Professionsgebiet der Lehrkräftebildung (mit Katharina Fischer), in: Britta Breser / Marie-Theres Gruber / Katharina Ogris (Hg.): Diversität im Kontext Hochschullehre: Best practice, Waxmann Verlag, Münster 2021, S. 115–130, ISBN 978-3-8309-4409-6.